# Scott the Woz
Scott Wozniak és un YouTuber, productor, guionista i reviewer de videojocs estatunidenc. És conegut per Scott the Woz, la seva sèrie homònima de comèdia basada en esquetxos sobre videojocs, però també ha creat diversos originals, com The Internet and You. Al març de 2023, el seu canal del YouTube tenia més d'1,8 milions de subscriptors. També té altres canals, com ara Scott's Stash, on penja contingut com ara outtakes, comentaris i vídeos making-of.

## Biografia
Scott viu a Toledo, Ohio (EUA). Quan era nen, ja penjava vídeos al YouTube a partir de les seves pròpies creacions com històries breus, còmics i dibuixos a un canal anomenat WozniakNewsTV. Va deixar de fer vídeos l'any 2012 a causa de la baixa audiència, però va tornar a la creació de continguts en el seu últim any del batxillerat per fer The Internet and You amb els seus amics. Després d'experimentar amb altres idees de contingut, Scott treballaria en el primer episodi de Scott the Woz el desembre de 2016, fusionant el seu interès pels videojocs amb la seva comèdia basada en esquetxos. La sèrie originalment incloïa almenys un vídeo cada setmana, però el maig del 2022, Scott va anunciar que ja no els publicaria setmanalment.

## Sèrie i altres obres
Scott the Woz se centra en la discussió i retrospectiva de temes de videojocs com consoles, accessoris i la seva història. Els episodis inclouen acudits entremig, notablement per burlar-se de decisions estranyes preses per empreses de videojocs o subcultures d'algunes consoles. Generalment presenta a Scott parlant d'algun aspecte de la indústria dels videojocs en forma còmica, però eventualment també inclou especials en forma d'esquetxos amb els seus amics, que fan el paper d'altres personatges. La sèrie va començar el 8 de gener de 2017, amb un vídeo centrat en les esperances de Scott per a la Nintendo Switch, que estava a punt de sortir, i encara continua avui.
A més, el 9 d'octubre de 2021, va anunciar que la sèrie arribaria a la televisió. Es va començar a emetre a través del canal G4 el 7 de desembre de 2021, amb seleccions d'alguns dels vídeos de YouTube, fins al tancament del canal el 18 de novembre de 2022.

### Repartiment i personatges
- Scott the Woz (Scott Wozniak): el protagonista principal de la sèrie.
- Jeb Jab (Sam Essig): amic de Scott i àvid fan de Gex.
- Rex Mohs (Eric Turney): impacient amic de Scott i antic acompanyant de balls d'institut.
- Wendy's Employee, Target Employee (Dominic Mattero): una parella de bessons que treballen a Wendy's i Target, respectivament.
- Dr. Jerry Attricks (Justin Womble): psicòleg i ex-reporter de notícies.
- Terry Lesler (Joe Robertson): vegà i membre de l'organització Vegans Anonymous Gathering.
- Steel Wool (Jarred Wise): agent de policia.
- Kay Swiss (Jeffrey Pohlman-Beshuk): treballador bancari, economista i empleat de la Bankruptcy Patrol.
- Chet Shaft (Will Kanwischer): antic gerent de la botiga de jocs Games On A Shelf que, després de ser assassinat, apareix en diversos episodis en forma de fantasma per donar consells a Scott.

### Llista d'episodis especials[calcitació]
Aquests són episodis especials, amb una història i l'aparició dels amics de Scott.
| Títol | Data d'estrena                            |
| A Very Madden 08 Christmas («Un Nadal molt Madden 08») | 18 de desembre de 2017                    |
| Episodi especial de Nadal en què en Scott fa un repàs a les diferents versions del joc Madden NFL 08. |                                           |
| It's Awesome Baby! | 17 de desembre de 2018                    |
| Episodi especial de Nadal on en Scott és enviat a una realitat alternativa en la qual Dick Vitale's "Awesome, Baby!" College Hoops és l'únic videojoc d'esports existent, i ha de derrotar el "líder suprem" per tornar a la seva pròpia realitat. |                                           |
| The WiiWare Chronicles («Cròniques de WiiWare») | 25 de març de 2018 — 30 de gener de 2019  |
| Ambientat en un post-apocalipsi, en Scott revisa diversos jocs de WiiWare abans del tancament del Wii Shop Channel. |                                           |
| Homecoming | 28 de setembre de 2019                    |
| Amb la temàtica de la tradició d'institut nord-americana homecoming, en Scott planeja la seva i hi convida a diversos amics fins que tot acaba en un desastre. |                                           |
| The Great Mysteries of Gaming («Els grans misteris dels videojocs») | 28 d'octubre de 2019                      |
| Una visió general de diversos misteris de la cultura dels videojocs, incloses les creepypastes i altres llegendes urbanes. A l'episodi, Chet Shaft convida en Scott i els seus amics a un sopar. Chet Shaft és assassinat però, i els supervivents intenten trobar qui n'és l'assassí.                                                                 |                                           |
| It's a Bargain Bin Christmas («És un Nadal de gangues») | 24 de desembre de 2019                    |
| Un cop d'ull als videojocs els preus dels quals cauen en picat al llarg dels anys i els motius. En Scott organitza una festa de recaptació de fons amb finalitats benèfiques per tal d'alleujar el seu deute, convidant-hi els que van ser assassinats durant The Great Mysteries of Gaming.                                                           |                                           |
| The Trial («El judici») | 1 d'octubre de 2020                       |
| En Scott acudeix a un judici després de ser acusat d'haver estat l'assassí a The Great Mysteries of Gaming. |                                           |
| The Dark Age of Nintendo («L'era fosca de Nintendo») | 15 de març de 2020 — 15 de juliol de 2020 |
| En Scott visita el Dr. Jerry Attricks, un psicòleg, per explicar-li el seu "trauma" després del llançament de tres jocs de Nintendo el 2015 que considera els pitjors de tots els temps (Animal Crossing: Amiibo Festival, Mario Tennis: Ultra Smash i Chibi-Robo! Zip Lash), la història dels quals recorre mentre convida els seus amics a jugar-hi. |                                           |
| Memory Cards («Targetes de memòria») | 31 d'octubre de 2020                      |
| Un especial de Halloween sobre les targetes de memòria de les consoles. |                                           |
| Personal Trainer: Cooking («Cooking Guide: Can't Decide What to Eat?») | 29 de novembre de 2020                    |
| En Scott posa a prova les seves habilitats de cuina per a Acció de Gràcies amb Cooking Guide: Can't Decide What to Eat? per a Nintendo DS. |                                           |
| Speed Dating | 21 de desembre de 2020                    |
| Els amics d'en Scott intenten ajudar-lo a aconseguir una cita. |                                           |
| Borderline Forever | 24 de maig de 2021                        |
| Considerada la seva obra més gran, en Scott reconeix la vora blava al voltant de tots els seus vídeos fins que aquesta s'apodera de tothom. |                                           |
| The Funeral («El funeral») | 20 de desembre de 2021                    |
| Els amics assisteixen al funeral de Wendy's Employee. |                                           |
| Board Game Video Games («Videojocs de jocs de taula») | 29 de desembre de 2022                    |
| Una retrospectiva de les adaptacions als videojocs de diversos jocs de taula. |                                           |
| Merry Christmas, Data Design! («Bon Nadal, Data Design!») | 8 de gener de 2023                        |
| Un especial de Nadal que detalla la història del infame desenvolupador de videojocs Data Design Interactive. |                                           |

### Llista d'episodis originals
Episodis originals que no formen part de la sèrie Scott the Woz.
| Títol | Data d'estrena         |
| The Internet and You («Internet i tu»)                                                                                              | 22 de juliol de 2016   |
| Abraham Ethernet, Net-Meister i els seus amics han d'evitar que la web fosca s'apoderi de la xarxa.                                 |                        |
| A Tour of My Frat House: Alpha Menorah JavaScript («Un recorregut per la meva casa: Alfa Menorà JavaScript»)                        | 21 de novembre de 2016 |
| Després de ser negat de totes les cases col·laboratives, en Scott decideix crear la seva.                                           |                        |
| On Your Mark, Get Set...Munch!! - From Struggling to Bankruptcy («Prepareu-vos, llestos... a menjar!! - De la lluita a la fallida») | 29 de març de 2017     |
| En Scott presenta el seu restaurant.                                                                                                |                        |
| Top 10 Commandments («Top 10 manaments»)                                                                                            | 16 d'abril de 2017     |
| En Will i en Scott valoren els seus manaments cristians preferits.                                                                  |                        |
| Cookin' Hard («Cuinant fort») | 8 de març de 2018      |
| Un breu esquetx en què en Scott posa a prova les seves habilitats per cuinar.                                                       |                        |

### Scott's Stash
A més, Scott també té un segon canal, Scott's Stash (el dipòsit d'en Scott), on penja contingut behind-the-scenes per a vídeos de la sèrie i altres continguts addicionals, com ara sessions de jocs amb els seus amics i vídeos sense guió sobre diferents temes. Al març de 2023, el canal tenia 300.000 subscriptors.

### Scott's Snippets
El juny de 2023, va iniciar un nou canal, Scott's Snippets (els fragments d'en Scott) on penja moments destacats dels seus vídeos i recopilacions de diversos.

### Scott Hates Breath of the Wild
A més, l'abril de 2017 va iniciar un canal anomenat Scott Hates Breath of the Wild (en Scott odia el Breath of the Wild). El va començar com a paròdia d'un segment del seu vídeo Breath of the Wild isn't Perfect, però hi ha penjat altres vídeos que apareixen en altres fragments.

## Actes benèfics
Scott, juntament amb el lloc web de productes de jocs Pixel Empire, ofereix sovint productes d'edició limitada basats en la sèrie, com ara una versió en cinta VHS de The Internet and You, i tots els ingressos estan destinats a les organitzacions benèfiques Critical Care Comics i Children's Miracle Network Hospitals. Els actes han aconseguit recaptar més de 200.000 dòlars.
El 26 de novembre de 2021, Scott va anunciar Monopoly: Scott The Woz Edition, una versió amb llicència oficial del joc de taula basada en la sèrie. El producte, produït en quantitats limitades, es va vendre a través de Pixel Empire com a part d'un dels actes benèfics. El 3 de desembre de 2022, va anunciar Clue: Scott The Woz Edition, una versió amb llicència oficial de Cluedo també basada en la sèrie, distribuïda de la mateixa manera.

## Recepció
Scott the Woz ha rebut crítiques generalment positives, amb elogis dirigits cap a l'humor i la qualitat. En un article que enumerava els deu millors episodis de la sèrie, Screen Rant va descriure Scott the Woz com una fusió de "comentaris de videojocs, retrospectives i esquetxos", afirmant que "alguns dels millors episodis de la sèrie són els que combinen tots tres, sobretot quan s'exhibeix el seu humor estrany i extravagant". Luke Schmid de PC Games va comparar la sèrie positivament amb Angry Video Game Nerd, però va criticar la seva repetició, afirmant que "algunes frases es repeteixen massa sovint, es plantegen punts i després es repeteixen més tard". We Got This Covered va dir que Scott the Woz "es diferencia d'altres canals de videojocs a YouTube tant pel seu humor ben executat com per abordar temes amplis més associats al comentari."